# Uncinia divaricata
Uncinia divaricata là loài thực vật có hoa trong họ Cói. Loài này được Boott miêu tả khoa học đầu tiên năm 1853.